# طواف الفلبين
طواف الفلبين (بالإنجليزية: Tour de Filipinas)‏ هو سباق دراجات هوائية من نوع سباق المرحلة تأسس في 1955 م، يقام كل عام في أبريل، وتنتهي الجولة عادة في حديقة ريزال، مانيلا. وفاز في الجولة الأخيرة من السباق الدراج الفرنسي توماس لباس.

## الترتيب
| السنة | التاريخ      | المراحل | المسافات | الفائز                        | الوقت    |
| ----- | ------------ | ------- | -------- | ----------------------------- | -------- |
| 2010  | 12–20 أبريل  | 4       | 468.8 كم | ديفيد ماكان (جمهورية أيرلندا) | 11:29:20 |
| 2011  | 16–19 أبريل  | 4       | 468.8 كم | رحيم إمامي (إيران)            | 12:15:34 |
| 2012  | 14–17 أبريل  | 4       | 502 كم   | بالير رافينا (الفلبين)        | 13:20:32 |
| 2013  | 13–16 أبريل  | 4       | 616 كم   | غدير ميزباني (إيران)          | 16:38:37 |
| 2014  | 21–24 أبريل  | 4       | 614.8 كم | مارك جاليدو (الفلبين)         | 17:12:05 |
| 2015  | 1–4 فبراير   | 4       | 532.5 كم | توماس لباس (فرنسا)            | 13:40:49 |
| 2016  | 18-21 فبراير | 4       | 600 كم   |                               |          |

## وصلات خارجية
- الموقع الرسمي